# Ковачичи (Биелина)
Ковачичи (серб. Ковачићи / Kovačići) — село в общине Биелина Республики Сербской Боснии и Герцеговины. Население составляет 439 человек по переписи 2013 года.
Село образовано в 2012 году по распоряжению властей Республики Сербской «Об образовании населённого пункта Ковачичи в составе Града Биелины» (Официальный вестник Республики Сербской, № 91/2012). Ранее территория входила в состав местечка Загони.

## Достопримечательности
На территории села есть кладбище, среди похороненных на этом кладбище — Любиша Савич, известный военный и политический деятель Республики Сербской.